# À La Cigale
Albums de Johnny Hallyday
Rough Town
(1994) Lorada
(1995)
À la Cigale est le dix-septième album live de Johnny Hallyday. Réalisé par Chris Kimsey (en), l'opus propose l'intégral du récital donné par le chanteur à la Cigale de Paris en 1994. Resté inédit sous ce support à l'époque, il est publié en double CD à l'occasion de la sortie d'une intégrale live en 2003.

## Histoire
À l'automne 1994, Johnny Hallyday effectue une tournée de promotion dans le cadre de la sortie de son nouvel album Rough Town. Le choix est fait de se produire uniquement dans des petites salles, en France mais aussi dans plusieurs pays de l'Europe du Nord. La tournée en France passe par La Cigale de Paris, (les 28,29,30,31 octobre et 1er novembre), pour s'achever à Hambourg fin novembre.

## Autour de l'album
Au printemps 1995, sort en vidéo cassette et en Laserdisc 30 cm (LDV) le live Johnny Hallyday à La Cigale. 
Le récital reste inédit en CD jusqu'en 2003.
- Référence Originale : CD Mercury Universal 077 219 - 2

## Titres
| 1.  | Can't Stop Wanting You                                   | P. Brady                                   | P. Brady                                   |  |
| 2.  | Before You Change Your Mind                              | D. Burgess                                 | D. Burgess                                 |  |
| 3.  | Fool For The Blues                                       | Paul Rafferty                              | Robin Le Mesurier                          |  |
| 4.  | Quelque chose de Tennessee                               | Michel Berger                              | Michel Berger                              |  |
| 5.  | Dry Spell                                                | Colin James                                | D. Burgess                                 |  |
| 6.  | Hurricane                                                | S. Diamond                                 | S. Diamond                                 |  |
| 7.  | I Wanna Make Love To You                                 | Jerry Lynn Williams                        | Jerry Lynn Williams                        |  |
| 8.  | Are The Chances Gone                                     | S. Solomon                                 | Robin Le Mesurier                          |  |
| 9.  | Love Affair (en duo avec Tanya Saint Val)                | Jerry Lynn Williams                        | Jerry Lynn Williams                        |  |
| 10. | Lightning                                                | S. Carman                                  | G.R. Bayley                                |  |
| 11. | Gimme Some Lovin'                                        | Steve Winwood, Spencer Davis, Muff Winwood | Steve Winwood, Spencer Davis, Muff Winwood |  |
| 12. | O Carole (Carol)                                         | Manou Roblin (adaptation)                  | Chuck Berry                                |  |
| 13. | Rough Town                                               | Bryan Adams                                | J. Vallace                                 |  |
| 14. | It's A Long Way Home                                     | Will Jennings                              | Frankie Miller (en)                        |  |
| 15. | Whole Lotta Shakin' Goin' On                             | Dave Williams, Sunny David                 | Dave Williams, Sunny David                 |  |
| 16. | Be Bop a Lula                                            | Tex Davis                                  | Gene Vincent                               |  |
| 17. | Hey Joe (en Version originale et en duo avec Ian Wilson) | Billy Roberts                              | Billy Roberts                              |  |
| 18. | La musique que j'aime (en duo avec Tanya Saint Val)      | Michel Mallory                             | Johnny Hallyday                            |  |

## Musiciens
- Guitares : Robin Le Mesurier - Phil Palmer
- Guitare, harmonica, percussions : Ian Wilson
- Basse : Phil Soussan
- Batterie : Ian Wallace
- Piano et Orgue : Jim Prime
- Claviers : Tim Moore
- vocal : Tanya Saint Val